# مجسترول
مجسترول (به انگلیسی: Megestrol Acetate)
رده درمانی: هورمون جنسی زنانه
اشکال دارویی: قرص

## موارد مصرف
مجسترول برای درمان تسکینی سرطان پستان و سرطان آندومتر به کار می‌رود.
این دارو در افزایش وزن و افزایش اشتها،در بیماران مبتلا به سرطان و ایدز نیز استفاده میشود

## مکانیسم اثر
مجسترول نوعی پروژسترون صناعی (پروژستین) است.

## عوارض جانبی
تهوع و استفراغ، احتباس مایع و ورم پا، لکه بینی، راش، خارش، ترومبوفلبیت، ناتوانی جنسی، تنگی نفس، سرفه و هایپرگلیسمی. افزایش وزن و اشتها